# Georges Cravenne
Pour les articles homonymes, voir Cohen et Cravenne.
Ne pas confondre avec le philosophe Joseph Cohen
Joseph Cohen, dit Georges Cravenne, est un attaché de presse, journaliste et producteur de cinéma français né le 24 janvier 1914 à Kairouan (Protectorat français de Tunisie) et mort le 10 janvier 2009 à Paris 16e. Il est le frère de Marcel Cravenne. 
Il est le créateur des César du cinéma, des Molières du théâtre, des 7 d'or de la télévision et de l'Académie des arts et techniques du cinéma. 

## Biographie
D'abord simple clapman sur le tournage d'un film de Fernandel en 1934, Georges Cravenne commence une carrière dans le journalisme en 1935, comme critique à la revue Cinémagazine dirigée par Marcel Carné, puis en créant et dirigeant la rubrique cinéma du quotidien Paris-Soir. Il participe alors, en 1937, à la création du Prix Louis-Delluc.  
Parvenant à échapper à la Gestapo durant ses années de Résistance, il participe à la réouverture du Lido en 1946 et écrit pour L'Intransigeant en 1947. 
Pionnier français des relations publiques, il ouvre son agence en 1948 et devient l'attaché de presse des grands réalisateurs et acteurs français tels que Jean Renoir, Max Ophüls, Henri-Georges Clouzot, Gérard Oury, Brigitte Bardot, et des grands films français des décennies 1950 à 1970 mais aussi du Parrain. Il célèbre la sortie des films par de grandes réceptions qui réunissent le Tout-Paris, et se fait remarquer en organisant des coups médiatiques, comme l'inauguration de l'escalier mécanique du Grand Rex en 1957 par Gary Cooper ou le concert à l'Opéra de Paris de Maria Callas onze mois après le scandale de son annulation de Norma à l'Opéra de Rome en janvier 1958. 
En 1956, il épouse l'actrice Françoise Arnoul, rencontrée deux ans plus tôt, et dont il se sépare en 1960. Il se marie ensuite avec Danielle Bâtisse, en 1968. Le 18 octobre 1973, alors qu'il s'occupe de la promotion du film Les Aventures de Rabbi Jacob qui sort ce jour-là, sa deuxième épouse détourne le vol Air France Paris-Nice et menace de détruire le Boeing 727 si le long métrage n'est pas interdit. Elle juge la sortie du film intolérable au vu de la situation internationale car on est alors en pleine guerre du Kippour, guerre qui oppose les pays arabes voisins à Israël. Étant « pro-palestiniens », elle considère que le film est un « soutien intolérable » à Israël,,. Armée d'une carabine 22 long rifle et d'un faux pistolet, la jeune femme accepte que l'avion se pose à Marignane pour ravitaillement avant de repartir vers Le Caire. Sur place, au cours d'un échange de coups de feu avec le GIPN, elle est atteinte à la tête et à la poitrine. Elle meurt des suites de ses blessures dans l'ambulance qui l'évacuait vers une clinique, à l'âge de trente-cinq ans. Son entourage précisera ensuite qu'elle était psychologiquement fragile,,,. Le surlendemain, le journal Libération titre « La pirate du désespoir : une proie facile pour des tueurs assermentés ». Georges Cravenne, ayant pour avocats Robert Badinter et Georges Kiejman, intente ensuite un procès à l'État français, mais est débouté.
Après avoir fondé l'Académie des arts et techniques du cinéma en 1975, dont il demeurera secrétaire général pendant trente ans, Georges Cravenne cherche à monter un événement similaire aux Oscars de Hollywood. La cérémonie prend le nom du sculpteur qui réalise les trophées : les César du cinéma dont la première édition se tient en 1976.  
Il accompagne ensuite la naissance des cérémonies des 7 d'or et des Molières. 
En 1980, il touche à la production avec Pile ou face de Robert Enrico, avec Philippe Noiret et Michel Serrault. Ce film fut un succès populaire. De 1968 à 1980, il a pour collaboratrice Françoise Dumas, qui organisera dans les décennies suivantes les grandes réceptions d'État et du monde du luxe. 

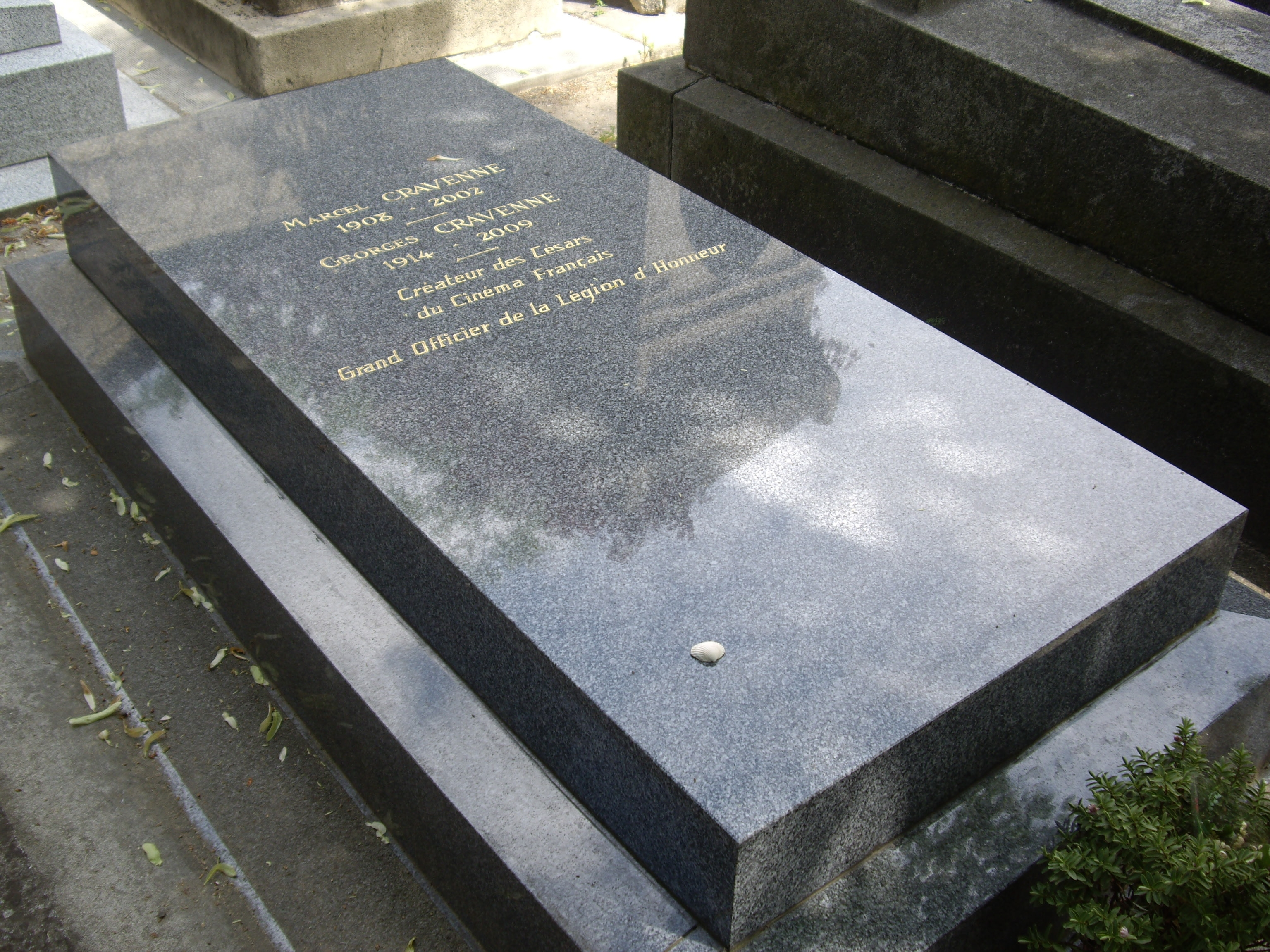
Tombe de Georges Cravenne, cimetière du Montparnasse, division 21.

Il a reçu un César d'honneur en 2000. Élevé à la dignité de grand officier de la Légion d'honneur en juillet 2008, il était également commandeur des Arts et des Lettres et dans l'ordre national du Mérite.

### Décès
Georges Cravenne meurt à quelques jours de ses 95 ans. Il est inhumé près de son frère Marcel, le 14 janvier 2009 au cimetière du Montparnasse (21e division), en présence de plusieurs personnalités du cinéma et de membres du gouvernement.
L'un de ses fils, Charles Cravenne, dirige la promotion de Columbia (Sony Pictures releasing) depuis les années 1980. Son autre fils, François-David, ancien compagnon de Virginie Calmels et père de ses enfants, a travaillé au sein des cabinets ministériels de Christine Albanel au ministère de la Culture et Luc Chatel au ministère de l'Éducation nationale. Sa fille Rebecca, journaliste, a été réalisatrice de l’émission Les Maternelles sur France 5.